# ケーダールジー・ラーオ・シンディア
ケーダールジー・ラーオ・シンディア（Kadarji Rao Scindia, 生没年不詳）は、インドのマラーター同盟、シンディア家の当主（在位：1763年 - 1764年）。

## 生涯
1763年11月25日、当主であった従兄弟ジャンコージー・ラーオ・シンディアの死から3年以上の空白ののち、ペーシュワーによって当主に任命された。
だが、ケーダールジー・ラーオはこれを拒否したといわれており、1764年7月10日に一族のマナージー・ラーオ・シンディアが新たに任命されるまでその地位にあったという。